# Евгения Раданова
Евгения Раданова е българска спортистка и състезателка по шорттрек.
Раданова е родена на 4 ноември 1977 г. в София. Висока е 166 см. Завършва НСА. Тя е първият български спортист, участвал на зимни и летни олимпийски игри (в дисциплината колоездене на писта в Атина 2004). В края на ноември 2001 г., Евгения и нейна съотборничка падат заедно на леда по време на тренировка. Лицето ѝ е срязано дълбоко на две места от кънките. Въпреки тежката физическа и психологическа травма, Раданова успява бързо и със завидна воля да се справи с последиците, завръщайки се отново в челните редици на международния шорттрек. През 2010 г. слага край на своята невероятна спортна кариера. Евгения Раданова е считана за една от най-великите спортистки на България. Доказва го със спечелването на 3 олимпийски медала от зимни олимпиади, от които два медала на една, което не е постигано от друг български спортист.

## Постижения
- През 2002 г. на 19-те зимни олимпийски игри в Солт Лейк Сити става втора на 500 и трета на 1500 м шорттрек
- Световна шампионка на 500 метра от 2000 г. и на 1000 метра от 2003 г.
- През 2006 г. на 20-те зимни олимпийски игри в Торино печели сребърен медал на 500 м шорттрек
- Седемкратна абсолютна европейска шампионка по шорттрек, има 47 медала от първенства на Стария континент, от които 37 златни
- Бивша световна рекордьорка на 500 м (2001 – 2008)
- През 2010 г. печели титлата на 1500 м в турнира по шорттрек на първото световно първенство по зимни спортове за военни в Торино (Италия)